# Fußball-Regionalliga 2007-2008
La Regionalliga 2007-2008 è la 14ª edizione del campionato di calcio tedesco di terza divisione ad avere questa denominazione.

## Stagione
La stagione 2007-2008 di Regionalliga si concluse con la promozione di LR Ahlen, RW Oberhausen, FSV Francoforte e Ingolstadt 04 in 2. Bundesliga.

## Regionalliga nord

### Squadre partecipanti
| Club                   | Stagione | Città        | Stadio                                                   | Stagione precedente                 |
| ---------------------- | -------- | ------------ | -------------------------------------------------------- | ----------------------------------- |
| Amburgo II             | dettagli | Amburgo      | HSH Nordbank Arena Wolfgang-Meyer-Sportanlage            | 6° in Regionalliga nord             |
| Babelsberg             | dettagli | Potsdam      | Stadio Karl Liebknecht                                   | 1° in Oberliga nordest, girone nord |
| Borussia Dortmund II   | dettagli | Dortmund     | Signal Iduna Park Stadio Rote Erde                       | 14° in Regionalliga nord            |
| Dinamo Dresda          | dettagli | Dresda       | Rudolf-Harbig-Stadion                                    | 7° in Regionalliga nord             |
| Eintracht Braunschweig | dettagli | Braunschweig | Stadion an der Hamburger Straße                          | 18° in 2. Bundesliga                |
| Kickers Emden          | dettagli | Emden        | Embdena-Stadion                                          | 4° in Regionalliga nord             |
| Energie Cottbus II     | dettagli | Cottbus      | Lokstadion Stadion der Freundschaft                      | 1° in Oberliga nordest, girone sud  |
| Fortuna Düsseldorf     | dettagli | Düsseldorf   | LTU Arena                                                | 10° in Regionalliga nord            |
| LR Ahlen               | dettagli | Ahlen        | Wersestadion                                             | 13° in Regionalliga nord            |
| Lubecca                | dettagli | Lubecca      | Stadion an der Lohmühle                                  | 9° in Regionalliga nord             |
| Magdeburgo             | dettagli | Magdeburgo   | Stadion Magdeburg                                        | 3° in Regionalliga nord             |
| Rot-Weiß Erfurt        | dettagli | Erfurt       | Steigerwaldstadion                                       | 11° in Regionalliga nord            |
| Rot-Weiss Essen        | dettagli | Essen        | Georg-Melches-Stadion                                    | 15° in 2. Bundesliga                |
| RW Oberhausen          | dettagli | Oberhausen   | Niederrheinstadion                                       | 1° in Oberliga Renania              |
| Union Berlino          | dettagli | Berlino      | Stadio An der Alten Försterei                            | 12° in Regionalliga nord            |
| Verl                   | dettagli | Verl         | Stadion an der Poststraße                                | 1° in Oberliga Westfalia            |
| Werder Brema II        | dettagli | Brema        | Weserstadion - Platz 11                                  | 8° in Regionalliga nord             |
| Wolfsburg II           | dettagli | Wolfsburg    | Stadion am Zoo VfL-Stadion am Elsterweg Volkswagen-Arena | 1° in Oberliga nord                 |
| Wuppertal              | dettagli | Wuppertal    | Stadion am Zoo                                           | 5° in Regionalliga nord             |

### Classifica finale
|  | Pos. | Squadra                | Pt | G  | V  | N  | P  | GF | GS | DR  |
|  | ---- | ---------------------- | -- | -- | -- | -- | -- | -- | -- | --- |
|  | 1.   | LR Ahlen               | 67 | 36 | 19 | 10 | 7  | 73 | 41 | +32 |
|  | 2.   | RW Oberhausen          | 66 | 36 | 19 | 9  | 8  | 64 | 32 | +32 |
|  | 3.   | Fortuna Düsseldorf     | 64 | 36 | 19 | 7  | 10 | 49 | 29 | +20 |
|  | 4.   | Union Berlino          | 60 | 36 | 17 | 9  | 10 | 67 | 49 | +18 |
|  | 5.   | Werder Brema II        | 59 | 36 | 18 | 5  | 13 | 52 | 43 | +9  |
|  | 6.   | Wuppertal              | 58 | 36 | 17 | 7  | 12 | 60 | 50 | +10 |
|  | 7.   | Rot-Weiß Erfurt        | 56 | 36 | 15 | 11 | 10 | 70 | 46 | +24 |
|  | 8.   | Dinamo Dresda          | 55 | 36 | 15 | 10 | 11 | 45 | 39 | +6  |
|  | 9.   | Kickers Emden          | 54 | 36 | 16 | 6  | 14 | 43 | 39 | +4  |
|  | 10.  | Eintracht Braunschweig | 53 | 36 | 13 | 14 | 9  | 55 | 50 | +5  |
|  | 11.  | Magdeburgo             | 53 | 36 | 14 | 11 | 11 | 39 | 37 | +2  |
|  | 12.  | Rot-Weiss Essen        | 51 | 36 | 14 | 9  | 13 | 42 | 36 | +6  |
|  | 13.  | Borussia Dortmund II   | 48 | 36 | 12 | 12 | 12 | 35 | 37 | -2  |
|  | 14.  | Energie Cottbus II     | 44 | 36 | 12 | 8  | 16 | 31 | 44 | -13 |
|  | 15.  | Babelsberg             | 34 | 36 | 8  | 10 | 18 | 33 | 53 | -20 |
|  | 16.  | Lubecca                | 34 | 36 | 9  | 7  | 20 | 32 | 58 | -26 |
|  | 17.  | Amburgo II             | 33 | 36 | 8  | 9  | 19 | 36 | 58 | -22 |
|  | 18.  | Verl                   | 32 | 36 | 9  | 5  | 22 | 31 | 55 | -24 |
|  | 19.  | Wolfsburg II           | 22 | 36 | 5  | 7  | 24 | 20 | 81 | -61 |

Legenda:
      Promosso in 2. Bundesliga 2008-2009.
      Ammessi alla 3. Liga 2008-2009.
      Retrocessi in Oberliga 2008-2009.
Regolamento:
Tre punti a vittoria, uno a pareggio, zero a sconfitta.
In caso di arrivo di due o più squadre a pari punti, la graduatoria finale verrà stilata secondo la classifica avulsa tra le squadre interessate che prevede, in ordine, i seguenti criteri:
- Punti negli scontri diretti
- Differenza reti negli scontri diretti
- Differenza reti generale
- Reti realizzate in generale
- Sorteggio

### Tabellone
Ogni riga indica i risultati casalinghi della squadra segnata a inizio della riga, contro le squadre segnate colonna per colonna (che invece avranno giocato l'incontro in trasferta). Al contrario, leggendo la colonna di una squadra si avranno i risultati ottenuti dalla stessa in trasferta, contro le squadre segnate in ogni riga, che invece avranno giocato l'incontro in casa.
|                        | Amb  | Bab  | Bor  | Din  | Ein  | Emd  | Ene  | For  | LR   | Lub  | Mag  | Rot  | Rot  | Rot  | Uni  | Ver  | Wer  | Wol  | Wup  |
| ---------------------- | ---- | ---- | ---- | ---- | ---- | ---- | ---- | ---- | ---- | ---- | ---- | ---- | ---- | ---- | ---- | ---- | ---- | ---- | ---- |
| Amburgo II             | –––– | 0-0  | 0-0  | 2-0  | 1-1  | 0-0  | 2-1  | 0-3  | 1-1  | 3-0  | 0-0  | 2-1  | 0-3  | 0-0  | 0-2  | 1-1  | 0-2  | 3-0  | 2-3  |
| Babelsberg             | 1-3  | –––– | 0-0  | 0-1  | 1-2  | 1-1  | 0-1  | 3-0  | 1-3  | 1-0  | 0-0  | 1-1  | 1-3  | 1-4  | 0-3  | 0-1  | 1-2  | 3-2  | 1-0  |
| Borussia Dortmund II   | 3-1  | 1-0  | –––– | 2-0  | 1-0  | 3-2  | 2-0  | 0-1  | 0-2  | 1-0  | 0-1  | 1-1  | 0-0  | 0-0  | 1-1  | 1-0  | 1-4  | 1-2  | 1-1  |
| Dinamo Dresda          | 4-1  | 3-2  | 0-0  | –––– | 1-1  | 2-1  | 1-0  | 0-0  | 1-3  | 0-0  | 1-0  | 2-2  | 1-0  | 0-2  | 0-1  | 2-0  | 0-2  | 3-0  | 3-0  |
| Eintracht Braunschweig | 2-1  | 1-3  | 2-0  | 3-2  | –––– | 0-1  | 5-0  | 1-1  | 0-2  | 3-3  | 1-1  | 3-2  | 2-1  | 2-1  | 3-5  | 3-2  | 0-0  | 3-1  | 1-4  |
| Emden                  | 3-2  | 3-1  | 4-1  | 2-1  | 0-1  | –––– | 1-0  | 1-2  | 1-0  | 0-2  | 1-0  | 1-0  | 0-0  | 2-0  | 1-0  | 2-0  | 2-1  | 1-2  | 1-2  |
| Energie Cottbus II     | 2-0  | 0-1  | 0-3  | 1-1  | 3-2  | 4-2  | –––– | 0-1  | 1-1  | 1-1  | 2-1  | 2-1  | 1-2  | 0-0  | 0-2  | 0-1  | 1-0  | 0-0  | 0-1  |
| Fortuna Düsseldorf     | 1-0  | 2-0  | 4-0  | 1-2  | 1-1  | 0-2  | 3-0  | –––– | 1-1  | 0-1  | 0-2  | 2-0  | 0-0  | 3-0  | 0-1  | 3-0  | 2-0  | 3-0  | 2-0  |
| LR Ahlen               | 3-0  | 3-0  | 1-1  | 1-2  | 0-1  | 2-0  | 1-0  | 5-1  | –––– | 3-0  | 3-1  | 1-2  | 2-0  | 1-3  | 3-1  | 4-1  | 4-2  | 1-1  | 2-5  |
| Lubecca                | 3-1  | 1-0  | 0-4  | 1-0  | 0-0  | 2-1  | 0-1  | 3-1  | 0-2  | –––– | 0-1  | 0-3  | 1-2  | 0-0  | 3-7  | 0-3  | 3-0  | 0-1  | 0-2  |
| Magdeburgo             | 2-0  | 1-1  | 0-2  | 1-0  | 1-1  | 1-3  | 1-1  | 1-0  | 2-2  | 3-0  | –––– | 3-3  | 0-1  | 0-0  | 1-1  | 2-0  | 1-1  | 2-0  | 2-0  |
| Rot Weiss Erfurt       | 3-1  | 1-1  | 0-0  | 2-2  | 2-2  | 3-0  | 0-1  | 0-4  | 6-3  | 1-1  | 4-1  | –––– | 4-0  | 1-2  | 2-0  | 3-0  | 3-1  | 5-0  | 5-1  |
| Rot Weiss Essen        | 2-1  | 1-2  | 0-0  | 1-1  | 0-0  | 0-1  | 0-1  | 0-0  | 0-2  | 0-1  | 2-0  | 3-2  | –––– | 1-4  | 0-3  | 2-0  | 3-0  | 3-0  | 1-0  |
| Rot Weiss Oberhausen   | 5-1  | 3-2  | 3-1  | 0-1  | 2-0  | 3-2  | 0-0  | 2-2  | 0-0  | 3-0  | 2-1  | 0-0  | 1-0  | –––– | 3-0  | 4-2  | 1-2  | 5-0  | 0-1  |
| Union Berlino          | 2-1  | 1-1  | 2-1  | 4-2  | 2-2  | 1-0  | 0-1  | 0-1  | 4-4  | 4-3  | 1-2  | 1-1  | 2-2  | 0-3  | –––– | 0-0  | 2-0  | 4-0  | 1-1  |
| Verl                   | 0-2  | 1-3  | 1-0  | 1-1  | 0-2  | 0-0  | 0-1  | 1-2  | 2-2  | 1-0  | 0-1  | 0-1  | 1-0  | 1-2  | 2-3  | –––– | 0-3  | 5-1  | 0-3  |
| Werder Brema II        | 2-0  | 0-0  | 3-1  | 1-2  | 1-1  | 2-1  | 3-1  | 2-0  | 0-0  | 3-2  | 3-0  | 1-2  | 0-4  | 3-2  | 1-0  | 0-1  | –––– | 3-0  | 2-1  |
| Wolfsburg II           | 2-2  | 0-0  | 0-1  | 0-2  | 3-2  | 0-0  | 1-1  | 0-1  | 0-1  | 0-0  | 0-1  | 0-3  | 0-3  | 0-4  | 0-3  | 0-3  | 1-0  | –––– | 1-2  |
| Wuppertal              | 0-2  | 4-0  | 1-1  | 1-1  | 1-1  | 0-0  | 4-3  | 0-1  | 0-4  | 2-1  | 1-2  | 3-0  | 2-2  | 2-0  | 4-3  | 1-0  | 0-2  | 7-2  | –––– |

### Classifica marcatori
| Gol | Rigori |  | Giocatore      | Squadra                   |
| --- | ------ |  | -------------- | ------------------------- |
| 27  | 5      |  | Mahir Sağlık   | Wuppertal                 |
| 23  | 0      |  | Lars Toborg    | LR Ahlen                  |
| 18  | 0      |  | Shergo Biran   | Union Berlino, Babelsberg |
| 18  | 0      |  | Mike Terranova | Rot Weiss Oberhausen      |
| 16  | 4      |  | Albert Bunjaku | Rot Weiss Erfurt          |

## Regionalliga sud

### Squadre partecipanti
| Club              | Stagione | Città                 | Stadio                                                                       | Stagione precedente              |
| ----------------- | -------- | --------------------- | ---------------------------------------------------------------------------- | -------------------------------- |
| Aalen             | dettagli | Aalen                 | Städtisches Waldstadion                                                      | 6° in Regionalliga sud           |
| Bayern Monaco II  | dettagli | Monaco di Baviera     | Grünwalder Stadion                                                           | 8° in Regionalliga sud           |
| Elversberg        | dettagli | Elversberg            | Waldstadion an der Keiserlinde                                               | 9° in Regionalliga sud           |
| FSV Francoforte   | dettagli | Francoforte sul Meno  | Frankfurter Volksbank Stadion                                                | 1° in Oberliga Assia             |
| Hessen Kassel     | dettagli | Kassel                | Auestadion                                                                   | 10° in Regionalliga sud          |
| Ingolstadt 04     | dettagli | Ingolstadt            | BSA Mitte                                                                    | 5° in Regionalliga sud           |
| Jahn Ratisbona    | dettagli | Ratisbona             | Jahnstadion                                                                  | 1° in Bayernliga                 |
| Karlsruhe II      | dettagli | Karlsruhe             | Wildparkstadion - Platz 2                                                    | 14° in Regionalliga sud          |
| Monaco 1860 II    | dettagli | Monaco di Baviera     | Grünwalder Stadion                                                           | 13° in Regionalliga sud          |
| Oggersheim        | dettagli | Ludwigshafen am Rhein | Südweststadion                                                               | 1° in Oberliga sudovest          |
| Pfullendorf       | dettagli | Pfullendorf           | ALNO-Arena                                                                   | 7° in Regionalliga sud           |
| Reutlingen        | dettagli | Reutlingen            | Stadion an der Kreuzeiche                                                    | 11° in Regionalliga sud          |
| Sandhausen        | dettagli | Sandhausen            | Hardtwaldstadion                                                             | 1° in Oberliga Baden-Württemberg |
| Siegen            | dettagli | Siegen                | Leimbachstadion                                                              | 12° in Regionalliga sud          |
| Stoccarda II      | dettagli | Stoccarda             | Gazi-Stadion auf der Waldau Gottlieb-Daimler-Stadion Robert-Schlienz-Stadion | 3° in Regionalliga sud           |
| Kickers Stoccarda | dettagli | Stoccarda             | Gazi-Stadion auf der Waldau                                                  | 4° in Regionalliga sud           |
| Unterhaching      | dettagli | Unterhaching          | Generali Sportpark                                                           | 16° in 2. Bundesliga             |
| Wacker Burghausen | dettagli | Burghausen            | Wacker-Arena                                                                 | 17° in 2. Bundesliga             |

### Classifica finale
|  | Pos. | Squadra           | Pt | G  | V  | N  | P  | GF | GS | DR  |
|  | ---- | ----------------- | -- | -- | -- | -- | -- | -- | -- | --- |
|  | 1.   | FSV Francoforte   | 62 | 34 | 17 | 11 | 6  | 57 | 31 | +26 |
|  | 2.   | Ingolstadt 04     | 62 | 34 | 18 | 8  | 8  | 50 | 36 | +14 |
|  | 3.   | Stoccarda II      | 59 | 34 | 17 | 8  | 9  | 52 | 30 | +22 |
|  | 4.   | Aalen             | 57 | 34 | 16 | 9  | 9  | 64 | 45 | +19 |
|  | 5.   | Sandhausen        | 57 | 34 | 17 | 6  | 11 | 48 | 38 | +10 |
|  | 6.   | Unterhaching      | 54 | 34 | 15 | 9  | 10 | 55 | 44 | +11 |
|  | 7.   | Wacker Burghausen | 49 | 34 | 12 | 13 | 9  | 36 | 37 | -1  |
|  | 8.   | Bayern Monaco II  | 47 | 34 | 12 | 11 | 11 | 53 | 42 | +11 |
|  | 9.   | Jahn Ratisbona    | 47 | 34 | 14 | 5  | 15 | 40 | 48 | -8  |
|  | 10.  | Kickers Stoccarda | 45 | 34 | 11 | 12 | 11 | 38 | 35 | +3  |
|  | 11.  | Siegen            | 45 | 34 | 10 | 15 | 9  | 35 | 37 | -2  |
|  | 12.  | Reutlingen        | 44 | 34 | 10 | 14 | 10 | 45 | 46 | -1  |
|  | 13.  | Monaco 1860 II    | 42 | 34 | 12 | 6  | 16 | 40 | 44 | -4  |
|  | 14.  | Hessen Kassel     | 38 | 34 | 8  | 14 | 12 | 51 | 57 | -6  |
|  | 15.  | Elversberg        | 38 | 34 | 10 | 8  | 16 | 35 | 52 | -17 |
|  | 16.  | Karlsruhe II      | 37 | 34 | 8  | 13 | 13 | 33 | 45 | -12 |
|  | 17.  | Pfullendorf       | 34 | 34 | 8  | 10 | 16 | 33 | 41 | -8  |
|  | 18.  | Oggersheim        | 12 | 34 | 2  | 6  | 26 | 17 | 74 | -57 |

Legenda:
      Promosso in 2. Bundesliga 2008-2009.
      Ammessi alla 3. Liga 2008-2009.
      Retrocessi in Oberliga 2008-2009.
Regolamento:
Tre punti a vittoria, uno a pareggio, zero a sconfitta.
In caso di arrivo di due o più squadre a pari punti, la graduatoria finale verrà stilata secondo la classifica avulsa tra le squadre interessate che prevede, in ordine, i seguenti criteri:
- Punti negli scontri diretti
- Differenza reti negli scontri diretti
- Differenza reti generale
- Reti realizzate in generale
- Sorteggio

### Tabellone
Ogni riga indica i risultati casalinghi della squadra segnata a inizio della riga, contro le squadre segnate colonna per colonna (che invece avranno giocato l'incontro in trasferta). Al contrario, leggendo la colonna di una squadra si avranno i risultati ottenuti dalla stessa in trasferta, contro le squadre segnate in ogni riga, che invece avranno giocato l'incontro in casa.
|                     | Aal  | Bay  | Elv  | FSV  | Hes  | Ing  | Jah  | Kar  | Mon  | Ogg  | Pfu  | Reu  | San  | Sie  | Sto  | Stu  | Unt  | Wac  |
| ------------------- | ---- | ---- | ---- | ---- | ---- | ---- | ---- | ---- | ---- | ---- | ---- | ---- | ---- | ---- | ---- | ---- | ---- | ---- |
| Aalen               | –––– | 1-1  | 2-1  | 1-0  | 1-2  | 4-0  | 2-5  | 2-0  | 2-0  | 5-0  | 2-2  | 5-1  | 3-1  | 2-1  | 1-2  | 1-0  | 0-0  | 2-2  |
| Bayern Monaco II    | 0-1  | –––– | 1-1  | 2-1  | 4-0  | 1-1  | 3-1  | 3-1  | 1-0  | 7-0  | 2-1  | 0-0  | 3-1  | 3-1  | 1-3  | 0-1  | 2-4  | 1-1  |
| Elversberg          | 1-3  | 3-0  | –––– | 1-2  | 1-1  | 1-5  | 0-2  | 1-2  | 2-0  | 2-0  | 0-1  | 1-0  | 0-4  | 0-0  | 2-0  | 0-2  | 2-0  | 1-0  |
| FSV Francoforte     | 2-0  | 2-2  | 2-0  | –––– | 0-0  | 3-1  | 1-3  | 1-1  | 1-2  | 2-0  | 3-2  | 2-2  | 0-2  | 1-1  | 1-1  | 0-0  | 1-0  | 1-1  |
| Hessen Kassel       | 1-3  | 2-3  | 3-0  | 1-1  | –––– | 1-1  | 4-0  | 4-0  | 4-0  | 1-1  | 3-1  | 3-3  | 0-3  | 0-0  | 1-1  | 1-1  | 2-2  | 1-1  |
| Ingolstadt          | 2-1  | 1-0  | 1-1  | 0-5  | 3-0  | –––– | 0-1  | 1-1  | 2-1  | 2-1  | 2-0  | 2-0  | 0-0  | 2-2  | 3-1  | 2-3  | 2-0  | 1-1  |
| Jahn Regensburg     | 1-1  | 2-0  | 2-2  | 0-2  | 0-2  | 1-3  | –––– | 1-4  | 2-1  | 0-0  | 1-0  | 0-3  | 2-1  | 0-1  | 0-3  | 1-1  | 2-1  | 1-2  |
| Karlsruhe II        | 1-1  | 0-0  | 3-1  | 1-3  | 6-1  | 1-1  | 1-0  | –––– | 2-1  | 1-0  | 1-1  | 0-0  | 1-1  | 1-2  | 0-5  | 0-0  | 0-1  | 0-1  |
| Monaco 1860 II      | 3-0  | 3-2  | 0-0  | 1-5  | 2-2  | 0-2  | 0-1  | 2-1  | –––– | 0-1  | 1-0  | 2-2  | 0-2  | 3-0  | 0-1  | 1-0  | 0-1  | 5-0  |
| Oggersheim          | 0-6  | 0-4  | 0-4  | 1-3  | 1-0  | 0-1  | 1-2  | 0-1  | 1-1  | –––– | 0-0  | 3-3  | 0-0  | 0-1  | 0-2  | 1-2  | 1-2  | 0-2  |
| Pfullendorf         | 1-0  | 0-0  | 3-1  | 2-0  | 5-2  | 0-3  | 1-1  | 0-0  | 0-1  | 3-2  | –––– | 1-1  | 0-0  | 0-0  | 0-1  | 1-2  | 2-1  | 1-1  |
| Reutlingen          | 1-1  | 2-1  | 4-0  | 0-1  | 0-0  | 2-0  | 2-0  | 1-1  | 1-4  | 3-1  | 0-4  | –––– | 3-1  | 1-1  | 0-2  | 3-1  | 2-2  | 1-1  |
| Sandhausen          | 3-0  | 3-3  | 1-2  | 0-3  | 3-2  | 0-3  | 1-0  | 1-0  | 1-0  | 3-0  | 2-0  | 0-1  | –––– | 1-0  | 1-0  | 2-2  | 1-0  | 3-0  |
| Siegen              | 1-1  | 1-1  | 0-0  | 0-1  | 1-1  | 0-1  | 1-3  | 1-1  | 1-0  | 4-2  | 1-0  | 2-1  | 1-2  | –––– | 0-2  | 1-1  | 3-1  | 1-0  |
| Stoccarda II        | 2-3  | 1-0  | 2-0  | 1-1  | 1-0  | 0-1  | 1-2  | 2-1  | 1-2  | 2-0  | 2-0  | 0-1  | 4-0  | 2-2  | –––– | 1-0  | 2-3  | 1-1  |
| Stuttgarter Kickers | 5-1  | 0-1  | 0-0  | 1-1  | 0-2  | 0-1  | 1-3  | 2-0  | 1-2  | 1-0  | 2-0  | 1-1  | 1-2  | 1-1  | 1-1  | –––– | 2-0  | 1-1  |
| Unterhaching        | 2-2  | 0-0  | 4-1  | 1-4  | 5-3  | 3-0  | 1-0  | 4-0  | 2-2  | 3-0  | 2-1  | 2-0  | 3-2  | 1-1  | 1-1  | 2-0  | –––– | 1-1  |
| Wacker Burghausen   | 1-4  | 3-1  | 2-3  | 0-1  | 3-1  | 1-0  | 1-0  | 0-0  | 0-0  | 1-0  | 1-0  | 1-0  | 1-0  | 1-2  | 1-1  | 1-2  | 2-0  | –––– |

### Classifica marcatori
| Gol | Rigori |  | Giocatore       | Squadra                  |
| --- | ------ |  | --------------- | ------------------------ |
| 20  | 4      |  | Thorsten Bauer  | Hessen Kassel            |
| 17  | 3      |  | Matias Cenci    | FSV Francoforte          |
| 13  | 1      |  | Marco Calamita  | Pfullendorf              |
| 13  | 0      |  | Petr Stoilov    | Jahn Regensburg          |
| 12  | 0      |  | Sven Schipplock | Reutlingen, Stoccarda II |
| 12  | 1      |  | Daniel Sikorski | Bayern Monaco II         |
| 12  | 2      |  | Angelo Vaccaro  | Stuttgarter Kickers      |